# Ititavi
Ititavi (egipčansko Amenemhet-itj-tawy — Amenemhet, osvajalec Dveh dežel) je še neodkrito staroegipčansko mesto. V dvajsetem letu vladanja  ga je ustanovil  faraon Amenemhet I. iz Dvanajste egičanske dinastije (vladal okoli 1991 pr. n. št.-1962 pr. n. št.) in vanj iz Teb preselil svojo prestolnico. Ititavi je stal  Faijumski regiji, pokopališča pa so bila v Lištu, Lahunu in Dahšurju. Njegova lokacija na severu Egipta je bila izbrana morda zaradi lažje obrambe Egipta pred vdori azijskih plemen.

## Sklica
1. ↑  Dorothea Arnold (1991): Amenemhat I and the Early Twelfth Dynasty at Thebes,  Metropolitan Museum Journal,  The Metropolitan Museum of Art 26: 5–48. doi:10.2307/1512902. JSTOR 1512902.
2. ↑  Ian Shaw. urednik  (2000): The Oxford History of Ancient Egypt, Oxford: Oxford University Press, str. 159.